# إيرل أوليفر
إيرل أوليفر (بالإنجليزية: Earl Oliver)‏ هو عازف جاز ومغني أمريكي، ولد في 23 يونيو 1948 في إنديانابوليس في الولايات المتحدة.